# Floriano (Piauí)

Ubicación de Floriano en Piauí.

Floriano es un municipio brasileño del estado de Piauí.

## Características
Se localiza a una latitud de 06º46'01" S y una longitud de 43º01'21" W. 
Está situado en la Zona Fisiográfica del Medio Parnaíba, en la margen derecha del mismo río, frente a la ciudad de Barão de Grajaú, en Maranhão. 
Accidentes geográficos del municipio: río Parnaíba, que baña la ciudad y el municipio en toda su extensión. Le siguen los ríos Gurguéia y Itaueira.